# Vivil
Vivil fu un uomo che nella Hrólfs saga kraka ok kappa hans offrì asilo ai figli del defunto re danese Halfdan: Hroðgar e Halga, finché non furono abbastanza grandi da vendicare la morte del padre.

## La vicenda
Halfdan era un re di animo buono e gentile, ma aveva un fratello, Fróði, anch'egli re ma, al contrario del fratello era perfido e malvagio. Fróði uccise il fratello Halfdan per prendere il suo regno e diventare re di una Danimarca unificata.
Cercò infine, di eliminare i figli di Halfdan, perché non potessero reclamare il trono del padre. Pertanto i due figli maschi di Halfdan (la primogenita femmina, Signy, non era un pericolo essendo già sposata con Sævil Jarl), chiamati Hróarr (Hroðgar) e Helgi (Halga), scapparono per sfuggire alle grinfie dello zio e si rifugiarono su un'isola vicina, in casa dell'unico suo abitante, un vecchio contadino di nome Vivil, amico di lunga data del defunto re.
Nel frattempo Fróði governava in modo molto oppressivo, con tasse e tributi in tutta la Danimarca così tanto da farsi odiare da tutti. Fróði cercò con ogni mezzo i due nipoti: promettendo immensi doni a chi gli avesse dato notizie dei due ragazzi, e minacciando tremende torture a chiunque li avesse nascosti; ma nessuno parlò. Chiamò allora i più potenti maghi, veggenti, völve, streghe e saggi del paese e li spedì in tutto il suo regno alla ricerca dei nipoti, cercando da nord a sud, da est a ovest, sulla terraferma e sulle isole. Tuttavia riferirono che in un'isoletta solamente abitata da un vecchio c'era un velo di magia che impediva loro di vedere chi vi si trovasse e il re ordinò loro di ispezionarla a fondo.
Vivil accorgendosi che dei maghi avevano tentato di penetrare la sua magia, ordinò ai ragazzi di nascondersi nel più profondo del bosco. Tornati a far rapporto dall'inutile ricerca, il re ordinò loro di andare nuovamente sull'isola a cercare meglio i ragazzi usando anche l'aiuto di Vivil, ma non riuscirono nuovamente a trovare Hróarr e Helgi. Il re infine, decise di recarsi di persona sull'isola di Vivil, ma quest'ultimo ideò un astuto stratagemma: quando il re fosse arrivato, Vivil avrebbe chiamato forte i suoi due cani, Hopp e Ho; quello sarebbe stato il segnale per mettersi in fuga nell'angolo più remoto dell'isola. Quando Fróði giunse a casa di Vivil, durante la sua arrogante conversazione con lui, il contadino chiamò i cani apparentemente per caso e i due nipoti del re corsero nel cuore della foresta dell'isola, cosicché neanche Fróði riuscì a trovarli.
Appena il re se ne fu andato, Vivil andò dai ragazzi e li spedì seduta stante dal cognato Sævil Jarl, poiché sull'isola non erano più al sicuro, dicendo loro: "Voi due diventerete uomini famosi, se vivrete abbastanza". Dopo altre vicissitudini, Hróarr e Helgi riuscirono ad uccidere lo zio e a vendicare così la morte del padre; Helgi divenne re di Danimarca, Hróarr rinunciò al trono e si trasferì in Northumberland dove sposò Ögn, figlia del re Norðri.

## L'isola
Nella Hrólfs saga kraka ok kappa hans non viene detto come si chiama l'isola né dove si trovi, a parte un vago "non lontano dalla capitale". Tuttavia questa storia è raccontata anche in altre fonti oltre che in questa saga. La Saga degli Skjöldungar e il Bjarkarímur sono, insieme alla Hrólfs saga kraka ok kappa hans, gli unici testi pervenutici che parlino delle vicende di Hroðgar e Halga prima della loro incoronazione. Anche queste due fonti riferiscono che i due ragazzi fuggirono su un'isola per scampare allo zio Fróði, ma non fanno il nome di chi li avrebbe nascosti lì (cioè Vivil); tuttavia aggiungono che l'isola si trova da qualche parte vicino alla Scania. Unendo questo al fatto che si trova anche vicino alla capitale del tempo (Lejre), è probabile che l'isola in questione si trovi nell'attuale Øresund, lo stretto che separa la Zelanda (dove si trova Lejre) dalla Scania; qui si trovano alcune isole, come Ven (della Svezia), Amager, Saltholm e Peberholm (della Danimarca). Ognuna di queste potrebbe essere l'isola di Vivil, tranne Peberholm: è artificiale.